# The Comedy Store (Londres)
Ne doit pas être confondu avec The Comedy Store (Los Angeles).

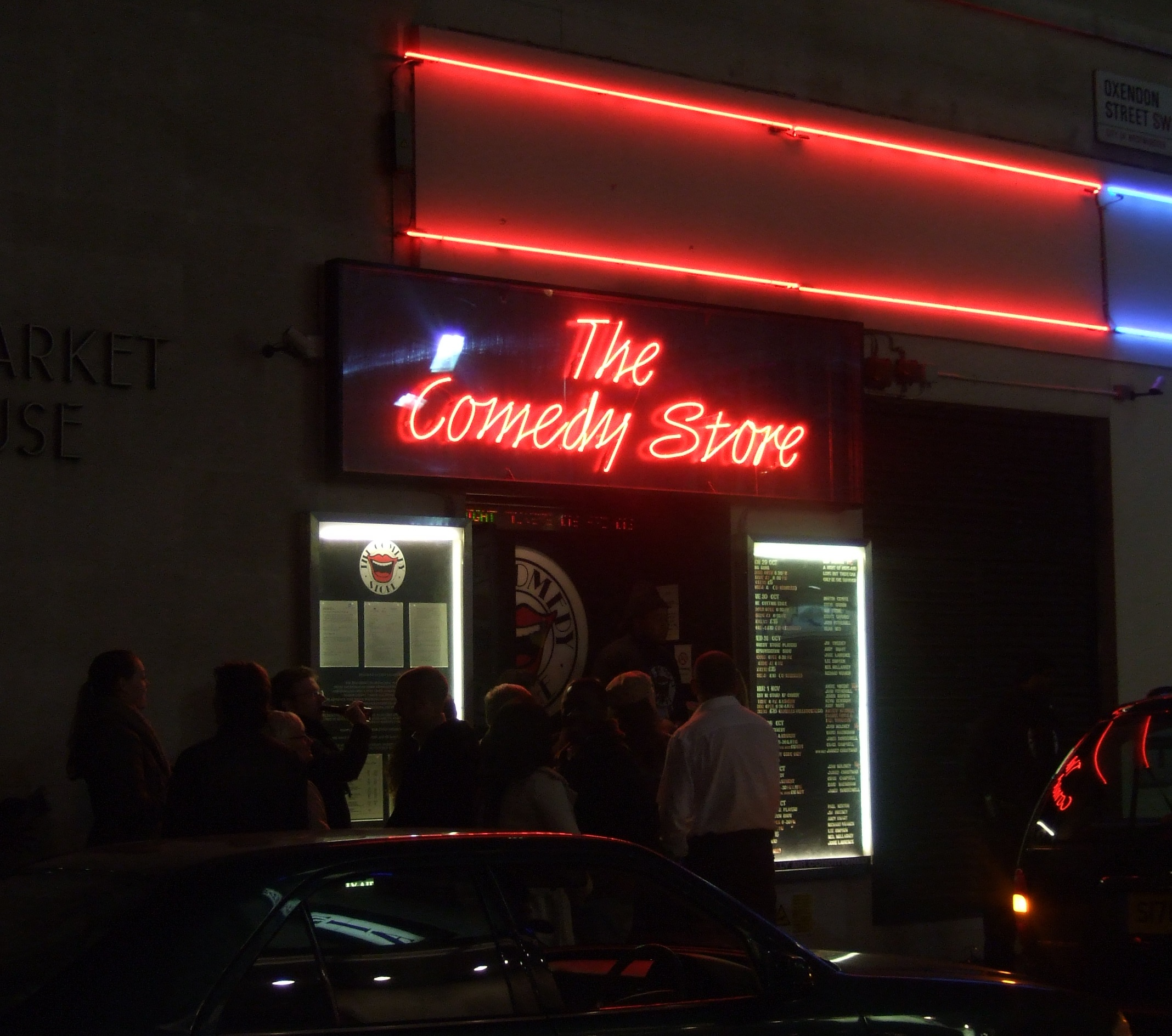
The Comedy Store, Londres

The Comedy Store est un club situé dans le quartier de Soho, à Londres, créé en 1979 par Peter Rosengard.
Il doit son nom à The Comedy Store, club de Los Angeles (qui a marqué les débuts de plusieurs comiques de stand-up comme David Letterman, Tim Allen, Richard Pryor...) aux États-Unis, que Rosengard avait visité l'année d'avant. 
Le club était le refuge de la comédie alternative, à son apogée au début des années 80. Cela a été le point de départ de la carrière de bon nombre de comédiens tels Alexei Sayle, Rik Mayall, Adrian Edmondson, Ben Elton et Keith Allen.
En octobre 1985, un groupe d'improvisation appelé The Comedy Store Players est créé par Mike Myers, Neil Mullarkey (en), Kit Hollerbach, Dave Cohen et Paul Merton. 
Il y a deux autres Comedy Store en Grande-Bretagne : un à Manchester (ouvert en 2000) et un à Leeds (ouvert en 2003).